# 坎普斯亞馬遜國家公園

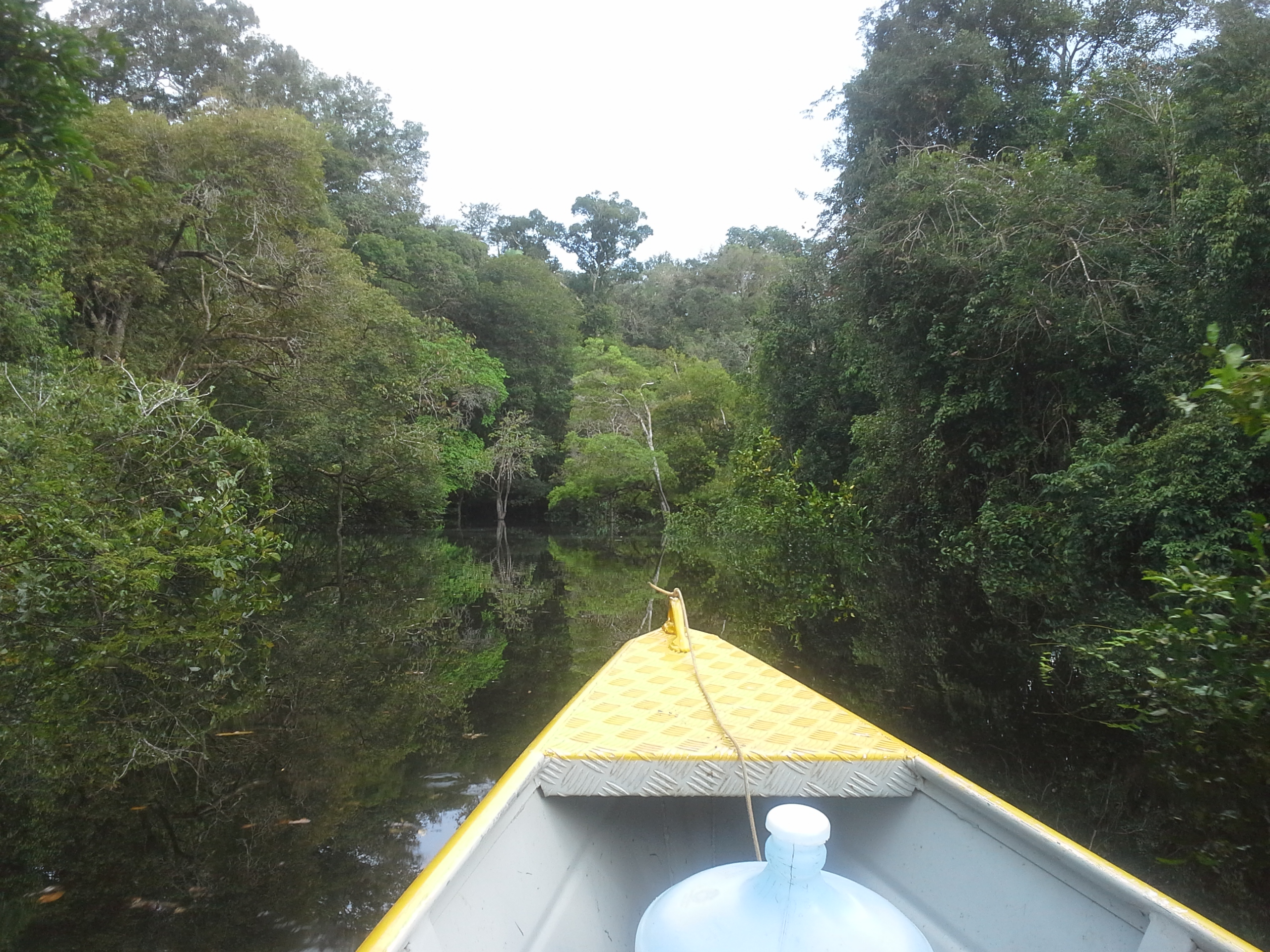

8°27′19″S 61°07′42″W / 8.455267°S 61.128342°W
坎普斯亞馬遜國家公園（葡萄牙語：Parque Nacional dos Campos Amazônicos），是巴西的國家公園，位於該國西北部朗多尼亞州、亞馬遜州和馬托格羅索州，成立於2006年6月21日，佔地96.1萬公頃。